# Саванна (Огайо)
Саванна (англ. Savannah) — селище (англ. village) в США, в окрузі Ешленд штату Огайо. Населення — 329 осіб (2020).

## Географія
Саванна розташована за координатами 40°58′4″ пн. ш. 82°22′2″ зх. д. / 40.96778° пн. ш. 82.36722° зх. д. (40.967869, -82.367336).  За даними Бюро перепису населення США в 2010 році селище мало площу 1,50 км², з яких 1,48 км² — суходіл та 0,02 км² — водойми.

## Демографія
Згідно з переписом 2010 року, у селищі мешкало 413 осіб у 139 домогосподарствах у складі 108 родин. Густота населення становила 275 осіб/км².  Було 152 помешкання (101/км²).
Расовий склад населення:
| - 97,3 % — білих - 1,2 % — чорних або афроамериканців - 1,0 % — корінних американців |

До двох чи більше рас належало 0,5 %. Частка іспаномовних становила 1,7 % від усіх жителів.
За віковим діапазоном населення розподілялося таким чином: 29,8 % — особи молодші 18 років, 60,8 % — особи у віці 18—64 років, 9,4 % — особи у віці 65 років та старші. Медіана віку мешканця становила 33,3 року. На 100 осіб жіночої статі у селищі припадало 97,6 чоловіків;  на 100 жінок у віці від 18 років та старших — 101,4 чоловіків також старших 18 років.
Середній дохід на одне домашнє господарство  становив 50 029 доларів США (медіана — 40 795), а середній дохід на одну сім'ю — 56 780 доларів (медіана — 47 500). За межею бідності перебувало 8,1 % осіб, у тому числі 14,6 % дітей у віці до 18 років та 0,0 % осіб у віці 65 років та старших.
Цивільне працевлаштоване населення становило 176 осіб. Основні галузі зайнятості: освіта, охорона здоров'я та соціальна допомога — 22,7 %, виробництво — 15,3 %, роздрібна торгівля — 14,2 %.